# نزال الدرعية

شعار نزال الدرعية

نزال الدرعية حيث تواجه فيه حامل اللقب حينها آندي رويز جونيور الملقب بالمدمر مع نظيره حامل اللقب السابق وصاحب الميدالية الذهبية في أولمبياد عام 2012 أنتوني جوشوا الذي كان يسعى للثأر من هزيمته السابقة. تعتبر أول بطولة ملاكمة عالمية للوزن الثقيل تقام في السعودية وكانت بتاريخ 7 ديسمبر 2019 كأحد فعاليات موسم الدرعية.

## أسباب المواجهة
تعود قصة النزال الأول عندما كان من المقرر أن يتواجه الملاكم أنتوني جوشوا ضد الملاكم الأمريكي جاريل ميلر في الشهر السادس من عام 2019 ولكن في تاريخ 17 أبريل أعلنت هيئة مكافحة المنشطات الأمريكية عن عثورها على مادة GW1516 المحظورة في التحليلات التي تم أخذها من الملاكم جاريل ميلر ليتم رسميًا استبعاد ميلر وإيقافه قبل شهر ونصف من موعد النزال وتبدا مهمة البحث عن ملاكم بديل في أسرع وقت ممكن

## البحث عن الملاكم البديل
كان من المستحيل أن لا يقاتل جوشوا في الأول من يونيو حيث أنه تم بيع 17 ألف تذكرة مسبقاً. لذلك كان القتال أمراً حتمياً. يُقال أن مدير الأعمال ايدي هيرن تواصل مع 17 ملاكم وزن ثقيل في غضون 24 ساعة فقط. عدة ملاكمين عرضوا أنفسهم لمواجهة جوشوا، من ضمنهم ايفان دايشكو ومانويل شار.
ولكن أنتوني جوشوا ذكر أن الاسم الأول الذي يرغب بمواجهته هو الكوبي لويس اورتيز. ولكن ذلك لم يكن ممكناً. حينها أتى ملاكم اسمه آندي رويز ووضع إسمه لإستبدال ميلر ومواجهة أنتوني جوشوا. رويز كان لديه قتال في الـ20 من أبريل. أي قبل موعد قتال جوشوا ب42 يوم فقط.
في الـ22 من آبريل أكّد رويز أن لديه اجتماع مجدول مع إيدي هيرن. ليضع نفسه رسمياً ضمن قائمة المرشحين. بعدها ذكرت التقارير أن لويس اورتيز (هدف جوشوا الأول) رفض عرضين للقتال. وفي الأول من شهر مايو. قبل شهر واحد فقط من القتال. تم الإعلان رسمياً أن آندي رويز سيواجه آنثوني جوشوا.

## النزال

### الإعلان عن النزال الأول
أنتوني جوشوا ملك الوزن الثقيل وحامل جميع الاحزمة والبطل الذي لم يُهزم من قبل. صاحب سجل 22 انتصار. 21 منها بالضربة القاضية. وبدون أي هزيمة. البطل الذي أنهى كليتشكو. البطل الأولمبي وحامل الميدالية الذهبية. سيواجه ملاكماً مكسيكياً لا يعرفه الكثيرون.

### ليلة النزال
في 1 يونيو 2019 ماديسون سكوير جاردن تحتضن نزال جوشوا الأول في أمريكا. بدأ القتال، جوشوا يُسقط آندي رويز في الجولة الثالثة وهي المرة الأولى التي يسقط فيها رويز طوال مسيرته. ينهض رويز ويُسقط جوشوا مرتين في نفس الجولة. في تحوّل مثير للأحداث! جولة خيالية بدأ فيها كل شيء.
تمكّن جوشوا من النجاة حتى وصلنا الجولة السابعة. رويز يُسقط جوشوا والحكم يُنهي القتال لتحدث أكبر معجزة في تاريخ الملاكمة الحديث. آندي رويز يقضي على أنتوني جوشوا ليحصد جميع ألقاب وزن الثقيل ويصبح أول بطل وزن ثقيل مكسيكي في التاريخ.

## نزال الإعادة في الدرعية
استضافت المملكة العربية السعودية نزال العودة في الملاكمة بين الملاكمين المسكيكي الأمريكي آندي رويز جونيور والبريطاني أنتوني جوشوا في فئة الوزن الثقيل في 7 ديسمبر/كانون الأول. وعلق حينها رئيس مجلس إدارة الهيئة العامة للرياضة السعودية الأمير عبد العزيز بن تركي الفيصل "متحمسون جداً لهذا النزال الذي يعد أقوى النزالات في العام 2019.
المنازلة الثأرية أقيمت في حلبة خارجية وسط المناظر الأثرية لمدينة الدرعية المدرجة على قائمة التراث العالمي لليونيسكو، حيث تم تصميم حلبة خاصة تتسع لحوالي 16 ألف مشجع.

## نتيجة نزال الإعادة في الدرعية
نزال الإعادة انتصر فيه أنتوني جوشوا على أندي رويز بقرار الحكام الإجماعي (118-110, 118-110, 119-109) ليستعيد ألقابه ويصبح مجدداً بطل WBA. IBF. WBO. IBO لوزن الثقيل

## شخصيات مهمة حضرت النزال
• محمد بن سلمان آل سعود
• حبيب نورمحمدوف
• ساول ألفاريز
• إسرائيل أديسانيا
• كريس براون

## روابط خارجية
- https://www.matchroomboxing.com/fight-nights/andy-ruiz-vs-anthony-joshua-2/